# Aguilafuente (kommunhuvudort)
Aguilafuente är en kommunhuvudort i Spanien.   Den ligger i provinsen Provincia de Segovia och regionen Kastilien och Leon, i den centrala delen av landet, 100 km norr om huvudstaden Madrid. Aguilafuente ligger 890 meter över havet och antalet invånare är 750.
Terrängen runt Aguilafuente är platt. Runt Aguilafuente är det glesbefolkat, med 8 invånare per kvadratkilometer. Närmaste större samhälle är Cantalejo, 15,7 km öster om Aguilafuente. Trakten runt Aguilafuente består till största delen av jordbruksmark.